# Gigantione mortenseni
Gigantione mortenseni is een pissebed uit de familie Bopyridae. De wetenschappelijke naam van de soort is voor het eerst geldig gepubliceerd in 1984 door Adkison.